# Tetrastichus abnormis
Tetrastichus abnormis är en stekelart som beskrevs av Kostjukov 1995. Tetrastichus abnormis ingår i släktet Tetrastichus och familjen finglanssteklar. Inga underarter finns listade i Catalogue of Life.